# Achias pumex
Achias pumex är en tvåvingeart som beskrevs av Mcalpine 1994. Achias pumex ingår i släktet Achias och familjen bredmunsflugor. Inga underarter finns listade i Catalogue of Life.